# Samir Traboulsi
 (septembre 2011).
Si vous disposez d'ouvrages ou d'articles de référence ou si vous connaissez des sites web de qualité traitant du thème abordé ici, merci de compléter l'article en donnant les références utiles à sa vérifiabilité et en les liant à la section « Notes et références ».
Samir Traboulsi est un homme d'affaires et collectionneur d'art libanais né en 1938 et résidant à Monaco.

## Carrière
Fils d'un commerçant chrétien de Beyrouth, Samir Traboulsi est licencié en droit en 1961 de la Faculté française de Beyrouth. Il part à Paris en 1965 où il fréquente les milieux d'affaires et la jet-set grâce à sa maitrise de l'arabe, du français, de l'anglais et de l'italien. En 1970, il s'associe à deux autres hommes d'affaires orientaux de l'époque, Adnan Khashoggi et Akram Ojjeh. Travailleur infatigable et disposant d'un très vaste carnet d'adresses, il déploie une activité d'intermédiaire et de conseiller pour des grands groupes industriels européens dont Thomson-CSF, Matra, Telecom Italia, etc. notamment au Moyen-Orient. Il fut l'artisan avant l'heure du rapprochement de plusieurs sociétés et secteurs d'activités et notamment dans la téléphonie mobile et l'équipement. Amateur d'art, il développa tout au long de sa carrière une collection privée d'art moderne qui est aujourd'hui l'une des plus importantes du monde et dont les pièces maîtresses sont régulièrement rendues accessibles au public au travers de prêts à des musées et expositions particulières.   

## Activité au service de la France
Homme de contacts et francophile, il facilite la venue en France du prince Fahd ben Abdelaziz Al Saoud, permet de renouer des contacts tendus entre Damas et Paris dans les années 1980 et joue un rôle-clé dans la libération le 16 juin 1986 de deux otages français au Liban, Georges Hansen et Philippe Rochot. 
En 1986, il est fait chevalier des Arts et des Lettres par Jack Lang pour son soutien à la culture et aux musées et expositions nationaux. En 1988, il est décoré de la Légion d'honneur pour services rendus par Pierre Bérégovoy, Ministre du Budget, de l'Économie et des Finances dont il était un ami depuis une dizaine d'années, sur la demande de l'Ambassadeur du Liban en France Farouk Abillama et de Charles Pasqua, ancien Ministre de l'Intérieur.

## Affaires judiciaires
En 1994, il est condamné en appel à deux ans de prison dont un ferme et 20 millions de francs d'amende pour un délit d'initié datant de 1988 dans l'affaire Pechiney-Triangle. Mis en cause en 1988 également dans le cadre de l'OPA de Georges Pébereau dans l'affaire dite « de la Société Générale », il fut relaxé en 2002 à la suite de l'une des plus longues procédures judiciaires de l'histoire. Mis en examen dans le cadre d'une opération pour Elf sans lien avec l'affaire Elf en 2002, il bénéficia d'un non-lieu complet en 2007.

## Vie privée
En 1975, il épouse Paula Mellin de Vasconcellos. Il a deux enfants, Yasmina Traboulsi, juriste et écrivain premier prix du premier roman en 2003, et Kamal Traboulsi, homme d'affaires au Moyen-Orient.